# Чола
Чола — тамильское государство на юге Индии, возникшее в III веке до н. э. в долине реки Кавери, и после падения империи Паллавов в конце IX века распространившее свою власть на весь Тамилнад и юго-восточную оконечность Деккана и просуществовавшее до 1279 года. В конце XIII века государство постепенно начало ослабевать и распадаться. На его окраинах бывшие вассальные княжества стали обретать независимость. Так возникли государства Хойсалов в Дорасамунды, Ядавов в Девагири, Какатьев в Варангала, на крайнем юге возродилось древнее государство Пандья. К концу XIII века Чолы владели лишь небольшой территорией в районе Танджавур. Отдельные ветви царского дома Чола продолжали править мелкими княжествами на юге Индии вплоть до XVIII века (в районе Танджора). В годы расцвета государства столицей был город Танджавур.
Государство Чола придерживалась агрессивной внешней политики, пытаясь подчинить себе Цейлон и Мальдивские острова. В сферу экономических и военных интересов Чола входили также государства Малайского архипелага.
Правление Чола в X—XII веках ознаменовалось небывалым расцветом тамильской литературы и строительством крупных храмовых сооружений, которые внесены в число памятников Всемирного наследия как «великие храмы империи Чола». Влияние культуры Чола прослеживается далеко за пределами Индии, так, например, в яванских храмовых комплексах Борободур и Прамбанан.

## Происхождение
Чола также упоминаются как Чода. Существует очень мало информации относительно их происхождения. О древней истории государства можно узнать из древней тамильской литературы и надписей. Чола были упомянуты в указах Ашоки в III веке до нашей эры как одна из соседних стран, существующих на юге от империи Маурьев.

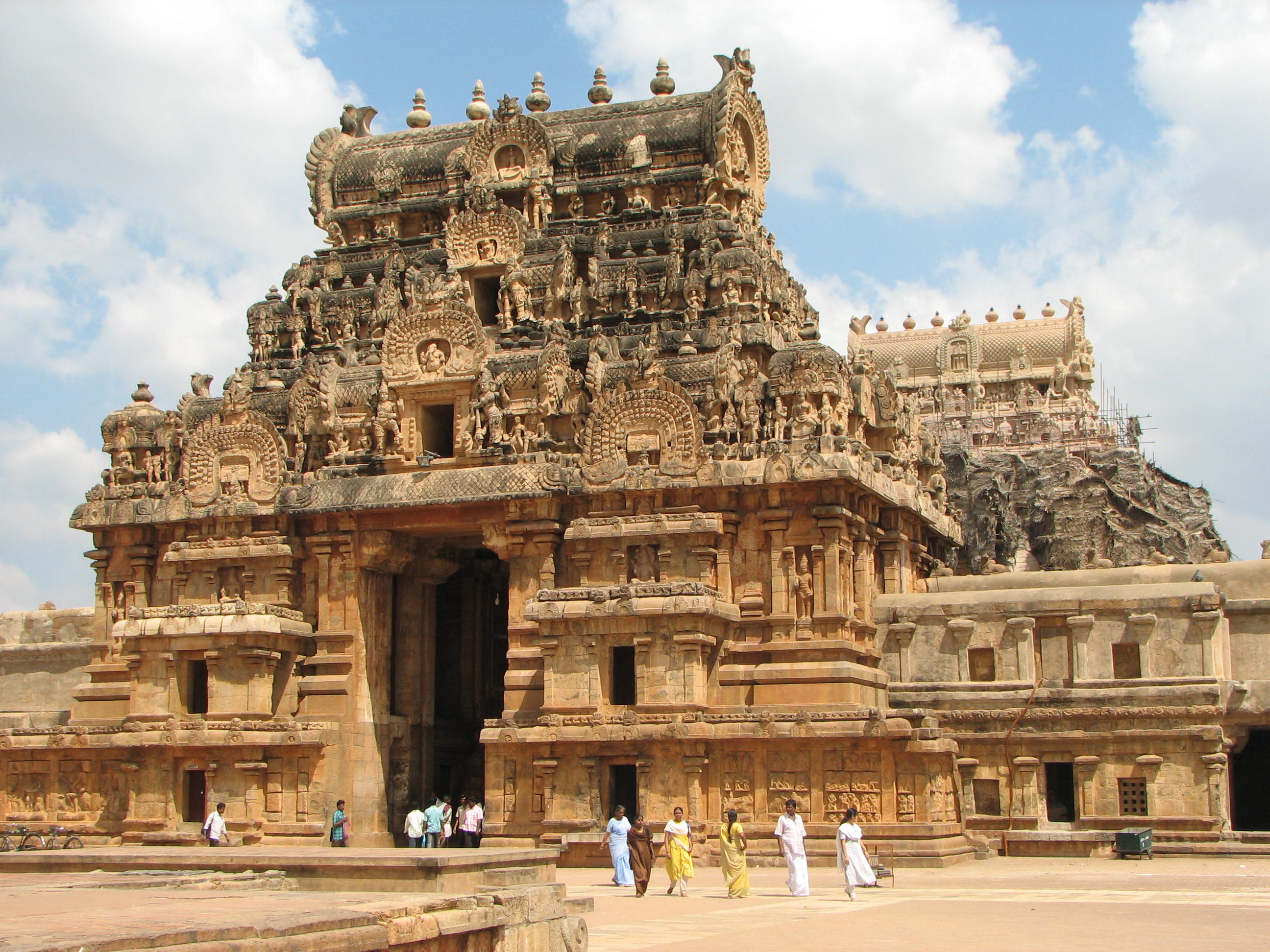
Ворота храма Брихадишвара в Танджавуре, нач. XI в.

Распространено мнение, что Чола, как и Чера и Пандья, — название правящей семьи или клана с незапамятных времён. Аннотатор Паримелазхагар сказал: «Милосердие людей из древних родов (например, Чол в Пандеях и Черас) всегда щедро, несмотря на их уменьшение средств». Другие имена, используемые в Чолах: Килли (கிள்ளி), Валаван (வளவன்) и Сембиян (செம்பியன்). Килли, возможно, происходит от тамильского Киль (கிள்) означает рыть или прилипнет, и передаёт идею землекопа или работника земли. Это слово часто составляет неотъемлемую часть ранних имён правителей Чола, таких как Недунциллы, Наланкиллы. Но в более поздние времена практически выходят из употребления. Валаван, скорее всего, связан с «Валамом» (வளம்) — плодородием и означает владельца или правителя плодородной страны. Обычно под Сембианом подразумевается потомок Шиби — легендарного героя, который жертвует собой ради спасения голубя от погони соколов в ранних легендах Чола и образует тему Сиби-джатаки среди историй о джатаках в буддизме.
Существует очень мало письменных свидетельств о государстве Чола до VII века. Однако существуют исторические записи про более поздний период, например надписи на храмах. За последние 150 лет историки накопили значительные знания про государство Чола из различных источников, таких как древняя литература тамильских сангамов, устные традиции, религиозные тексты, надписи на храмах и на медных досках. Основным источником доступной информации о ранней истории государства является ранняя тамильская литература периода Сангам. Есть также краткие заметки о стране Чола и её городах, портах и торговых точках, представленные в сочинении Перипл Эритрейского моря (Periplus Maris Erythraei), а также в чуть более поздней работе географа Птолемея. О государстве также рассказывает буддистский текст Махавамса, написанный в V веке, в нём пишется о ряде конфликтов между жителями Цейлона и Чоласа в I веке до нашей эры. Чола упоминаются в надписях Ашоки (273 год до н. э. — 232 год до н. э.), в которых Чола упоминаются среди государств, которые, хотя и не подчинялись Ашоке, дружили с ним.

## История
История Чола делится на четыре периода: ранняя история государства Чола в Сангамской литературе, история междоусобных войн между падением Чанг Сангама и возвышением средневековых императорских Чолов под руководством махараджа Виджаялайя (около 848 года), правление династии начиная от махараджа Виджаялай и, наконец, правление поздней династии, начиная с махараджа Кулотунга Чола I в третьей четверти XI века.

### Ранняя история Чола

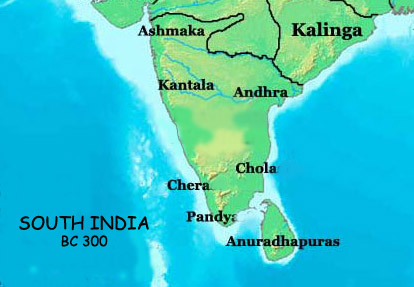
Королевства Чера, Пандья и Чола в Южной Индии в 300 году до н. э.

Самые ранние упоминание о махараджах Чола, которые реально доказаны, есть в литературе Сангама. Учёные в целом согласны с тем, что эта литература относится ко второму или первому столетию нашей эры. Внутренняя хронология этой литературы ещё далека от окончательной, и в настоящее время невозможно получить связное описание истории этого периода. В литературе встречаются имена правителей и их детей, а также поэтов, которые превозносили их. В литературе Сангама также записаны легенды о мифических королях Чола. Эти мифы говорят о правители Чола Кантамане, предполагаемом современнике мудреца Агастьи, чья преданность породила реку Кавери. Среди известных махараджей Чола, описанных в сангамской литературе, есть два имени: Карикала Чола и Коченганнан. Не существует надёжных доказательств для установления порядка наследования, установления родственных связей друг с другом и со многими другими правителями примерно того же периода. Урайур (теперь часть Тируччираппалли) была их первой столицей. Каверипаттинам также служил ранней столицей государства Чола. Махавамса упоминает, что этнический тамил- авантюрист, махараджа Чола известный как Эллалан, вторгся на остров Шри-Ланка и покорили его около 235 года до н. э. с помощью армии государства Майсур.

### Междуцарствие

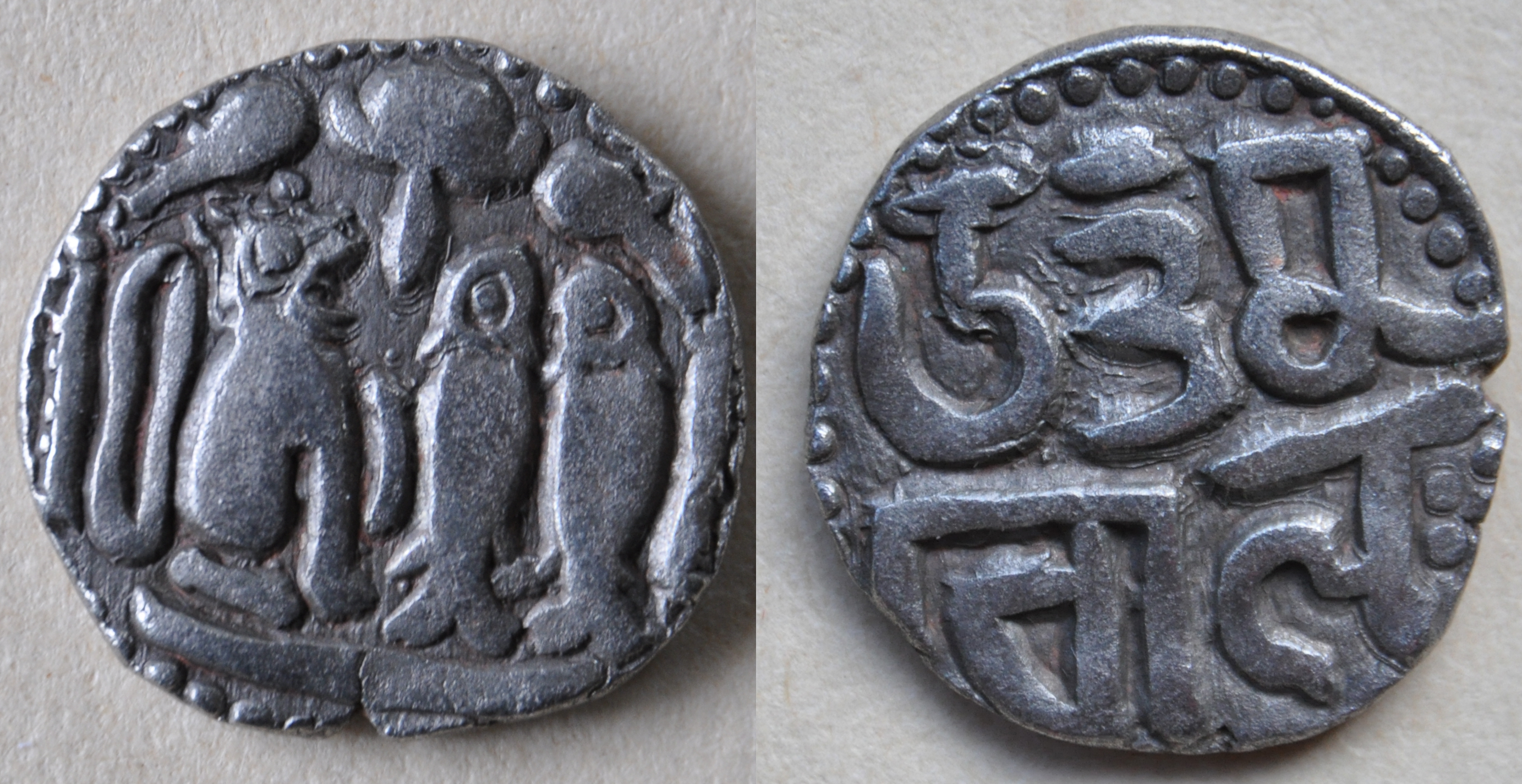
Ранняя серебряная монета Уттама Чола, найденная в Шри-Ланке, с изображением тигрового герба Чола и надписью Нагари.

Существует не так много информации о переходном периоде (около трёх веков) от конца сангамского периода (около 300 года) до периода, когда государства Пандьи и Паллавы доминировали в тамильской регионе. Неизвестная династия, Калабхра, вторглась в тамильскую страну, вытеснила существующие королевства и управляла в течение этого периода. Они были вытеснены династией Паллава и династией Пандьян в VI веке. Мало что известно о судьбе Чола в течение последующих трёх веков до правления Виджаялая во второй четверти IX века. Согласно надписям, найденным в Танджавуре и вокруг него, королевством управляли Мутараяры на протяжении трёх веков. Их правление было закончено махараджой Виджаялая, который захватил Танджавур у Иланго Мутарайяра между 848—851 годами.
Эпиграфика и литература дают мало информации о событий этого времени, которое занимает продолжительный период. Несомненно, что когда влияние государства Чола в регионе упало, а влияние государств Пандья и Паллавы распространились к северу и югу от них, они были вынуждены искать убежища и покровительства среди более успешных соперников на полуострове. Государство Чола продолжало управлять небольшой территорией в окрестностях Урайур, но уже в статусе вассала. Несмотря на их сложное положение и ограничения независимости, Пандьи и Паллавы брали их принцесс в брак, возможно, из-за их высокого статуса и репутации. Многочисленные паллавские надписи этого периода говорят о том, что они сражались с государством Чола. Несмотря на частичную потерю влияния и власти, маловероятно, что они потеряли контроль над территорией вокруг Урайура (древняя столица) и из этого региона начал свое возвышение махараджа Виджаялая.
Около VII века королевство Чола процветало на территории современного штата Андхра-Прадеш. Эти телугу-чола утверждали, что происходили из ранних сангамских чола. Однако неизвестно, имели ли они какое-либо отношение к ранним чолам. Возможно, что ветвь тамильских чолов мигрировала на север во времена Паллавов, чтобы основать собственное государство, вдали от доминирующих влияний Пандьи и Паллав. Китайский паломник Сюань Цзан, который провёл несколько месяцев в Канчипуреаме в 639—640 годах пишет о «государстве Кули-я», утверждая, что там правит телугу-чол.

### Империя Чола

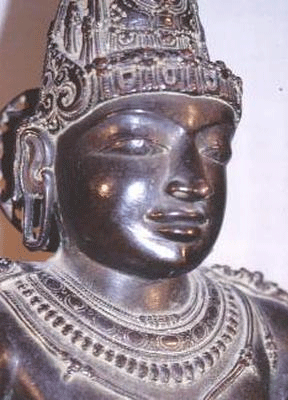
Деталь статуи Раджараджи Чола в храме Брихадисвара в Танджавуре

Виджаялая был основателем новой династии в государстве Чола, которая смогла поднять статус страны до империи и была названа одной из самых великолепных империй в истории Индии. Виджаялая, возможно, феодал династии Паллава, воспользовался возможностью, возникшей в результате конфликта между династией Пандья и династией Паллава. В 850 году он захватил Танджавур у Муттарайя и установил новую средневековую династию. Танджавур стал столицей государства Чола.
Государство Чола было на пике своего влияния и могущества в период средневековья. Махараджи Чола расширили свою территорию и влияние. Второй махараджа Чола, Адитья I сын Виджаялая, стал причиной гибели династии Паллавы, а также победил династию Пандьян в 885 году, затем захватил большую часть территории народа Каннара и взял жену из династии Западных Гангов. В 925 году его сын Парантака I покорил Шри-Ланку (известную как Илангай). Парантака I также победил династию Раштракуты при Кришне II в битве при Валлале.
Раджараджа Чола I и Раджендра Чола I были величайшими правителями династии Чола, распространяя её влияние за традиционные пределы тамильского королевства. На своём пике империя Чола простиралась от острова Шри-Ланка на юге до бассейна реки Годавари-Кришна на севере, до побережья Конкан в Бхаткале, всего Малабарского побережья вместе с островами Лакшадвипу, Мальдивы и обширные районы страны Чера. Раджараджа Чола I был правителем с неиссякаемой энергией, и он управлял с тем же рвением, которое он проявил в ведении войн. Он создал в своей империи жёсткую административную сеть под своим контролем и в то же время укрепил местное самоуправление. По его приказу было проведено изучение полезных ископаемых страны в 1000 году с целью эффективного распределения ресурсов империи. Он также построил храм Брахадисвара в 1010 году.
Раджендра I покорил Одишу, затем армия продолжила путь дальше на север и разбила силы династии Пала в Бенгалии, и достигла реки Ганг на севере Индии. Он построил новую столицу под названием Гангайкондачолапурам, в честь побед в северной Индии. Раджендра I успешно вторгся в государство Шривиджая в Юго-Восточной Азии, что привело к их упадку. Он также завершил завоевание острова Шри-Ланка и взял в плен сингальского правителя Махинду V, в дополнение к завоеванию Раттапади (территории Раштракутов, страны Чалукья, Талаккада и Колар, где в храме Коларамма до сих пор хранится его портретная статуя) в стране Каннара. Территории Раджендры включали территорию, попадающую в бассейн Ганга-Хугли-Дамодара, а также Шри-Ланку и Мальдивы. Государства вдоль восточного побережья Индии вплоть до реки Ганг признавались вассалами Чола. В этот период также были отправлены три дипломатических миссии в Китай в 1016, 1033 и 1077 годах.

Розовым показаны области, предположительно платившие дань Чола в 1030 году.

Династия западные Чалукья предприняли несколько безуспешных попыток вовлечь императоров Чола в междоусобную войну за власть в государстве Чалукья, но их попытки закончились неудачей, а императоры Чола направляли армию Чалукьи на различные территории во многих войнах. Вирараджендра Чола победил Сомешвару II в Западной империи Чалукья и заключил союз с принцем Викрамадитьей VI. Чола всегда успешно справлялись с чалукьями в западном Декане, побеждая их в войнах и взимая с них дань. Даже при таких императорах Чола, как Кулотунга I и Викрама Чола, войны против Чалукья велись в основном на территориях Чалукья в Карнатаке или в странах телугу, таких как Венги, Какинада, Анантапур или Гутти. Затем бывшие феодалы Чалукья, такие как Хойсала, Ядва и Какатия, неуклонно увеличивали свою власть и, наконец, заменили Чалукья.
Чола при Кулотунге III объявляли о распаде государства Чалукьи, помогая династии Хойсала при Веере Баллале II, зяте махараджа Чола, и победили Западных Чалукья в серии войн с Сомешварой IV между 1185—1190 годами. Территории последнего короля Чалукья даже не включали бывшие столицы Чалукья Бадами, Маньяхета или Каляни. Это был окончательный распад чалукской власти, хотя название династии чалукья ещё упоминается с 1135 по 1140 годы. Чола оставались стабильным государством до 1215 года, затем постепенно были поглощены государством Пандья и прекратили своё существование в 1279 году.